# Новое Аракчино (станция)
Новое Аракчино — железнодорожная платформа казанских электропоездов Казанского отделения Горьковской железной дороги в западной части Казани, в Кировском районе города.

## История
Разъезд открыт в 1894 году. Как станция упоминается по меньшей мере с 1940 года.

## Общие сведения
Две высоких платформы. Участок перед станцией из двухпутного переходит в четырёхпутный. Два крайних пути с платформами, два других проходят между ними и недоступны с платформ.
Недалеко от станции располагается автомобильный железнодорожный переезд. Севернее платформы, параллельно железной дороге, проходит Завокзальная улица, южнее — Вагонная.
В 2012 году проведена реконструкция платформы.